# Carlos Peixoto
Carlos Peixoto de Melo Filho (Ubá, 1 de junho de 1871 - Rio de Janeiro, 29 de agosto de 1917) foi um político brasileiro. Trabalhou como juiz municipal em Ubá. Foi deputado federal por Minas Gerais de 1903 a 1911 e 1915 a 1917. Foi eleito presidente da Câmara dos Deputados em 1907 e 1909. Foi atuante na Campanha Civilista de Rui Barbosa.